# Руслана
Русла́на Степа́новна Лыжи́чко (укр. Руслана Степанівна Лижичко; род. 24 мая 1973, Львов, Украинская ССР, СССР), более известная мононимно как Русла́на — украинская певица, автор-исполнительница и продюсер. Обладательница премии World Music Awards. Победительница конкурса песни «Евровидение» в 2004 году. Народный артист Украины (2004). Почётный гражданин Львова (2014).
Посол доброй воли ЮНИСЕФ в 2004—2005 годах. В 2013 году вошла в десятку самых влиятельных женщин мира по версии журнала Forbes. В марте 2014 года награждена Государственным департаментом США Международной женской премией за отвагу.
Совместно с мужем Александром Ксенофонтовым владеет рекламно-продюсерским агентством «Luxen Studio».

## Биография

### Детство
Руслана Лыжичко родилась 24 мая 1973 года во Львове. Мать — Нина Аркадьевна Лыжичко (дев. Сапегина) (род. 7 января 1950 в Свердловске, с 1975 года работала в Институте нефтехимии во Львове, с 1996 года работает в продюсерском агентстве Русланы, Студии «Люксен», главным медиа-менеджером). Отец — Степан Игоревич Лыжичко (род. 2 июня 1949), родом из села Конюшки Рогатинского района в Ивано-Франковской области, работал теплотехником в Институте нефтехимии, потом основал свою фирму. Родители развелись в 1991 году.
По инициативе её матери начала учиться музыке, посещала музыкальную школу, пела в разных группах, включая группы «Горизонт», «Орион» и детский ансамбль '«Улыбка»'. Окончила 52-ю школу во Львове. В 1995 году окончила Львовскую консерваторию как дирижёр и пианист.
У Русланы есть сестра Анна.

## Карьера
Начала карьеру как победительница фестиваля «Славянский базар» в 1996 году. В этом же году была номинирована как «Певица года» на Украине; её клип «Дзвінкий Вітер» был номинирован на '«Лучшее Видео»'. В это время её продюсером и автором песен становится Александр Ксенофонтов, за которого певица вышла замуж 28 декабря 1995 года.
В 1997 году начала работать над проектом «Рождество с Русланой» — первой Рождественской телепрограммой из Львова.
В 1998 году вышел дебютный альбом «Звонкий ветер», который получил хорошие оценки критиков. Песня «Світанок» получила приз «Золотая Жар-птица 98» в номинации «Лучшая песня года».
В 1999 году она работала над рождественским мюзиклом «Последнее Рождество 90-х», получившим премию «Украинский фильм года».

### Успех на Украине
Её отец уроженец Западной Украины, его предки были гуцулы. Руслана решила использовать гуцульские мотивы в своих аранжировках, звуки трембиты и других народных инструментов вместе с современным танцевальным звучанием.
В 2003 году вышел музыкальный альбом «Дикие танцы», который был продан тиражом более 170 000 копий за первые 100 дней после его выпуска, даже без тура в поддержку. «Дикие танцы» был первым пятикратно платиновым альбомом в Украине, было продано более 500 000 копий, что сделало его самым успешным альбомом в стране.

### Победа на «Евровидении-2004»
В 2004 году Руслана приняла участие в конкурсе песни «Евровидение», который проходил в Стамбуле. Её песня «Wild Dances» заняла 2-е место в полуфинале конкурса Евровидение-2004, а 16 мая 2004 в финале заняла первое место с результатом в 280 очков. Все страны удостоили Руслану баллами, за исключением Швейцарии.
Сингл «Wild Dances» продержался в европейских чартах в общей сложности 97 недель. Он получил золотой сертификат в Бельгии, Швеции, России, Греции, Чехии и Словакии. В Бельгии он возглавлял чарты синглов под номером 1 в течение 10 недель подряд. Также в Украине и Греции песня заняла первое место. В Румынии Руслана получила награду за «Лучший иностранный альбом» 2004, а в Венгрии номинировалась на подобную премию, но уступила Lordi. Осенью 2004 года во многих странах Европы вышла английская версия альбома «Wild Dances». В Лас-Вегасе она получила премию World Music Award как самый продаваемый украинский исполнитель.
После победы, Руслана получила звание народной артистки Украины. В Бельгии она вошла в число 15 лучших исполнителей со своими синглами «Wild Dances» и «Dance with the Wolves». Была названа самым популярным человеком в Бельгии, самым влиятельным публичным лицом Украины и стала первой иностранкой, получившей награду Федерации журналистов в Турции.

### 2005—2008: «Wild Energy» и Grand Theft Auto IV
Как победитель предыдущего Евровидения, Руслана открывала конкурс в 2005 году вместе с песней «Heart on Fire», а также на правах приглашённого гостя исполнила песню «The Same Star».
Также в 2005 году Руслана разработала обложку для книги Джонатана Сафрана Фоера «The Unabridged Pocket Book of Lightning», которая была выпущена в рамках празднования 70-летия Penguin Books.
В 2006 году песня Русланы «Wild Dances» была названа самой любимой песней Германии на Евровидении по результатам интернет-опроса, организованного немецкой общественной телекомпанией Norddeutscher Rundfunk. Во время телепрограммы Die Grand Prix Hitliste «Дикие танцы» были представлены как победители, опередив известные классические произведения, такие как «Waterloo» и единственную победную песню Германии на конкурсе (на тот момент) «Ein bißchen Frieden». Программу посмотрела телеаудитория в Германии, насчитывающая около шести миллионов человек.
Во время чемпионата мира по футболу 2006 года Руслана отправилась в турне по Германии, чтобы поддержать сборную Украины по футболу. Выступала в Гамбурге, Кёльне, Берлине, Лейпциге, Нюрнберге.
В июне 2006 года Руслана представила новый сингл и клип «Wild Energy» в стиле фэнтези. В этом видеоклипе певица перевоплощается из синтетической блондинки в свой дикий образ.
В 2008 году Руслана открывала национальный отбор на Евровидение в Азербайджане, который впервые участвовал в конкурсе. В марте того же года альбом «Амазонка» вышел в Чехии, Украине и Словакии. Англоязычный альбом «Wild Energy» был выпущен Warner Music в Канаде и ряде европейских стран осенью 2008 года. Альбом был записан в студии Hit Factory в Майами и содержит две совместные работы с суперзвездами American Urban T-Pain и Мисси Эллиотт.
29 апреля 2008 года вышла игра Grand Theft Auto IV (для Microsoft Xbox 360 и Sony PlayStation 3, ПК-версия вышла 3 декабря), в которой Руслана является диджеем на радиостанции Vladivostok FM. Также в игре представлена украинская версия песни «Дикие танцы».

### 2009—2012: «Голос страны» и альбом «ЕЙ-форі-Я»
В 2009 году её пригласили принять участие в шестом Азиатском фестивале песни, который проходил в Сеуле на стадионе The Seoul World Cup Stadium. Руслана выступила перед аудиторией в 60 000 человек. В итоге она получила главную награду фестиваля — золотую статую лучшей артистки Asia Song Festival 2009.
В мае 2011 года приняла участие в музыкальном шоу-проекте «Голос страны» («Голос Країни»), украинского канала «1+1», в качестве тренера.
Также в 2011 году её песня «Дикие танцы» была использована американской гимнасткой Джордин Вибер в качестве саундтрека к вольным упражнениям.
В апреле 2012 года в Украине вышел новый украиноязычный альбом «ЕЙ-форі-Я» над которым Руслана работала четыре года. Он был спродюсирован в США, Швеции и Украине Владом Дебрянским и Русланой с участием таких музыкантов, как Расти Аллен, Виктор Литтл, Джордж Бенсон, Брайан Коллер и других.

### 2013—2020: Международный альбом My Boo (Together!) и сингл «It’s Magical»
В августе 2013 года Руслана выпустила цифровой сингл «This Is Euphoria». Трек был написан и спродюсирован Русланой и шведским музыкантом Стефаном Орном.
Была одним из тренеров первого сезона телешоу «Битва хоров» в Украине. Руслана и её подопечные из Львова выиграли гранд-финал проекта 5 января 2014 года, набрав 78 % телеголосования.
В январе 2014 года её международный альбом My Boo (Together!) вышел в цифровом формате. Из-за активного участия в Евромайдане Руслане пришлось отложить свои музыкальные планы.
Руслана была приглашена в качестве музыкального эксперта Eurosong, бельгийского отбора на Евровидение, чтобы выбрать лучшего кандидата, который будет представлять Бельгию на Евровидении 2014.
24 октября Руслана дала концерт вместе с Украинской капеллой бандуристов в Massey Hall в Торонто. Целью концерта было показать красоту и значение бандуры в украинской музыке и культуре. Для своей последней песни Руслана выступила вместе с Украинским хором бандуристов, а также с молодёжным ансамблем бандуристов «Золотые струны» из Торонто. Она также была судьей национального отбора Украины на Евровидение 2016, поддержав певицу Джамалу, которая впоследствии стала второй победительницей Евровидения от Украины.
После длительного творческого перерыва, 13 мая 2017 года на Гранд-финале Евровидения в Киеве, Руслана представила свой новый сингл «It’s Magical / Я люблю», который сочетал в себе нежные колыбельные песни с бойкими экзотическими мелодиями и ритмами. Песня вышла в двух версиях: в английской («It’s Magical») и украинской («Я люблю»).
В марте 2020 года
представила музыкальный клип «Ми вітер» («We are wind») и миниальбом с одноимённым названием в поп-этно стиле.

## Личная жизнь
28 декабря 1995 года вышла замуж за украинского музыкального продюсера Александра Ксенофонтова, который также является менеджером и соавтором её музыки и текстов.

## Фильмография
- 2009 — День рождения Алисы (мультфильм) — Мама Боло (украинский дубляж)

## Дискография

### Альбомы
- 1998 — Миг весны. Звонкий ветер[укр.]
- 1999 — Последнее рождество 90-х[укр.]
- 2003 — Добрый Вечер Тебе…[укр.]
- 2003 — Дикие Танцы[укр.]
- 2004 — Wild Dances
- 2008 — Амазонка[укр.]
- 2008 — Wild Energy[укр.]
- 2012 — Мій Брат! (в первом издании "Ей-форі-Я")[англ.]
- 2020 — Ми вітер (EP)[33]

### Ремиксы
- 2005 — Club’In[укр.]

### Сборники
- 2001 — Лучшее[укр.]

### Видеоклипы
- Tи (1998)
- Мить весни (1998)
- Світанок (1998)
- Вам і не снилось (1998)
- Балада про принцесу (1998)
- Колискова (1998)
- Прощання з диско (2001)
- Знаю я (2001)
- Добрий вечір тобі (2002)
- Коломийка (2003)
- Ой, заграй ми (2003)
- Дикі танці (2004)
- Wild Dances (2004)
- Dance with the Wolves (2004)
- Ring Dance with the Wolves (2005)
- Wind song (2005)
- В ритмі серця (2005)
- Ми будем перші (New energy generation) (2005)
- Скажи мені (2005)
- The Same Star (2005)
- Дика енергія (2006)
- Відлуння мрій [Ukr. version of «Moon of Dreams»] (2008)
- Moon of Dreams (feat. T-Pain) (2008)
- Вогонь чи лід (Все не те…) (2008)
- Дикий ангел [Ukr. Version of «Silent Angel»] (2008)
- Silent Angel (2008)
- Wow [Ukr. Version of «I’m so amazing»](2011)
- I’m so amazing (2011)
- Шалала (2011)
- Давай, грай! (2012)
- Мій брат (2012)
- Це — Ей-форі-Я! (2012)
- Рахманінов (2013)
- Я люблю (2017)
- It’s Magical (2017)
- Ми вітер (2020)

## Политическая деятельность

### От Ющенко до Тимошенко
Принимала участие в предвыборной кампании Виктора Ющенко. Во время Оранжевой революции на Украине в 2004 году Руслана активно поддерживала Ющенко. Своё решение мотивировала тем, что он пытается объединить украинский народ.
С мая 2004 по февраль 2005 года Руслана Степановна — советник Премьер-министра Украины Виктора Януковича на общественных началах. При назначении на должность заявила, что не намерена заниматься политикой, а видит себя исключительно в музыке.
С марта 2006 Руслана стала депутатом Верховной рады от блока «Наша Украина». Во время предвыборной кампании просила Тимошенко не бить по Ющенко и его команде, а создать коалицию. Вскоре (2007) сама отказалась от депутатского мандата.
На Президентских выборах на Украине 2010 года активно выступала в поддержку Юлии Тимошенко и была её доверенным лицом во Львовской области, ТИО № 120.

### Евромайдан и последующие события
В конце 2013 — начале 2014 года на Евромайдане в Киеве активно выступала в поддержку протестующих. 30 ноября 2013 года из-за митинга на Евромайдане она потеряла голос и отменила выступление на Детском Евровидении 2013, не представив свой музыкально-танцевальный хор. В декабре 2013 года народное объединение «Майдан» избрало президиум, координатором которого на один месяц была Руслана. В конце января заявила о готовящемся на неё покушении. Отказалась стать сопредседателем Совета Народного объединения «Майдан», заявив, что на этом месте должен быть политик.
5 декабря 2013 года поклялась сжечь себя на Евромайдане — «если не произойдут изменения», однако позже на своём блоге в Facebook сообщила, что сказанные ею слова не стоит воспринимать всерьёз.
В период острого политического кризиса на Украине, 31 января 2014 года стало известно о том, что Госсекретарь США Джон Керри проведёт встречу с лидерами украинской оппозиции — Арсением Яценюком, лидером политической партии «Украинский демократический альянс за реформы», народным депутатом Украины Виталием Кличко и Русланой Лыжичко в Мюнхене. Вице-премьер РФ Дмитрий Рогозин в Твиттере назвал данную встречу «цирком» и предложил позвать на встречу ещё и Верку Сердючку. 1 февраля 2014 Руслана принимала участие во встрече госсекретаря США Дж. Керри с лидерами оппозиции А. Яценюком, П. Порошенко и В. Кличко. В январе 2014 года пострадала от слезоточивого газа во время столкновений с правоохранителями в Киеве. «Очень болит голова и нехорошее состояние» — написала она в своём Фейсбуке.
Кандидатура Русланы рассматривалась при формировании нового правительства Украины. Однако она отказалась входить в правительство, заявив, что «остаётся Волонтёром Майдана». После отстранения от власти президента Виктора Януковича Руслана призывала к люстрации власти и созданию Правительства Народного Доверия.
Руслана Лыжичко способствовала расформированию подразделения милиции особого назначения «Беркут». 12 марта 2014 года окружной административный суд Киева удовлетворил её иск о признании недействительными Приказа МВД Украины от 18 мая 2004 года № 529 «Об утверждении Положения о подразделении милиции особого назначения „Беркут“» и Приказа МВД Украины от 24 октября 2013 года № 1011 «Об утверждении Положения о специальном подразделении милиции общественной безопасности „Беркут“». Таким образом, суд признал спецподразделение «Беркут» незаконным формированием.
В конце марта 2014 года Руслана выступала с критикой новой украинской власти. По её словам, премьер-министр Яценюк и и. о. президента Турчинов не контактируют с людьми на Майдане и не слышат их требований. Она считает, что Украина ввиду бездействия политиков и военных «подарила Крым России».
1 сентября 2014 года призвала к прекращению огня на востоке Украины и переговорам с повстанцами, одновременно заявляя, что «единственным реальным врагом Украины» является Путин.
Руслана Лыжичко обратилась к согражданам с призывом «снять шаровары» и отказаться от украинизации страны, заявив, что корни украинского народа «говорят о древних культурах и цивилизациях», таких как скифы, сарматы, Триполье, шумеры.

### Критика России
1 марта 2014 года обратилась к Президенту России Владимиру Путину с просьбой оставить Украину в покое: «Украина стремится к миру, спокойствию и благополучию. На Майдане нет и никогда не было террористов, фашистов или нацистов… Митингующие на Майдане в Киеве и на площадях других городов Украины относились и относятся к русскому народу с уважением и поддержкой».
Была включена в список самых смелых женщин планеты. 4 марта 2014 года Руслана получила от Мишель Обамы награду International Women of Courage Award («Международную награду женщинам храбрости»). Кроме того, встретилась в США с вице-президентом Соединённых Штатов Джо Байденом, сенатором Джоном Маккейном, сенатором Крисом Мерфи, выступила с речами в Национальном клубе печати, Атлантическом совете США, а также в эфире Национального общественного радио и телеканала CNN. Мотивом её встреч и выступлений было донести до американцев то, что Владимир Путин давно хотел захватить Крым, а агрессия против русскоязычных жителей Украины со стороны украинцев — это пропагандистская ложь.
11 марта 2014 года, во время поездки в Брюссель, призвала Европу вводить санкции против России из-за её действий в Крыму, заявив, что «Америка здесь идёт впереди, а Европа отстаёт». Сообщила, что необходимо заблокировать агрессивные действия Путина и избавиться всем от зависимости от российского газа: «Европа также должна наконец избавиться от зависимости от российского газа. Украине тоже газ Россия не дарит — мы за него платим». Организатор и участник пикета против аннексии Крыма Россией в Брюсселе перед Советом Евросоюза с лозунгами «Позор российским агрессорам!», «Россия — империя зла», «Россия, убирайся из Крыма» и требованием введения санкций против России.
24 марта 2014 года Руслана обратилась к гражданам страны с просьбой сплотиться для помощи жителям Крыма, среди которых, по её словам, поддержка вхождения в РФ едва превысила 40 %. Руслана потребовала, чтобы мировое сообщество зафиксировало формулировку «силовой захват Крыма Путиным и Кремлём». Она заявила о дезинформации относительно Евромайдана и не исключила возможности подать в суд на Путина за клевету.
В 2022 году, после двух дней войны в Украине, в интервью Deutsche Welle Руслана сказала: «Путин не остановится на Украине, он пойдет дальше, и рано или поздно его все равно придется останавливать. Поэтому пока агрессор ещё не разыгрался, давайте останавливать его вместе… Нам очень не повезло с тем, что сейчас на нашей земле агрессор, что постоянно какая-то империя пытается украсть у нас нашу родину. Но мы слишком её любим, чтобы отдать её кому-то, кто на неё позарился».

## Награды
- Народный артист Украины (18 мая 2004 года) — за яркую победу в Международном конкурсе эстрадной песни «Евровидение-2004», высокое исполнительское мастерство, подъём авторитета украинской культуры в мире[64].
- Почётная грамота Кабинета Министров Украины (19 мая 2004 года) — за весомый личный вклад в развитие украинского музыкального искусства и победу в Международном конкурсе эстрадной песни «Евровидение-2004»[65].
- Орден «За интеллектуальную отвагу» (2014) — за мужественное противостояние ОМОНу, волонтёрскую деятельность и многочасовые допросы в милиции[66].
- Премия имени Василия Стуса (2014) — за активную гражданскую позицию, продемонстрированную на Евромайдане[67].
- Премия имени Льва Копелева (2015)[68].
- Победитель M1 Music Awards (2016) в номинации «За вклад в развитие национальной индустрии»[69].